# PHP许可证
PHP许可证（PHP License）是指在PHP语言发布时所使用的软件许可证。根据自由软件基金会的分类，PHP许可证属于与GPL不兼容的自由软件许可证，因为许可证限制了对“PHP”一词的使用；另外，PHP许可证也被开放源代码促进会认可为一种开源许可证。

## 条款
PHP许可证鼓励其他人使用源代码，无论对源代码修改与否，只要遵守以下规则就可以以源代码或者二进制文件的形式再发行：
1. 包含PHP许可证中的版权声明部分
2. 任何衍生作品的标题或名字都不包含“PHP”一词
3. 代码无论以任何形式再发行，都必须附上这句话：

```
This product includes PHP software, freely available from <http://www.php.net/software/>
```